# Concert per a violí núm. 4 (Vieuxtemps)

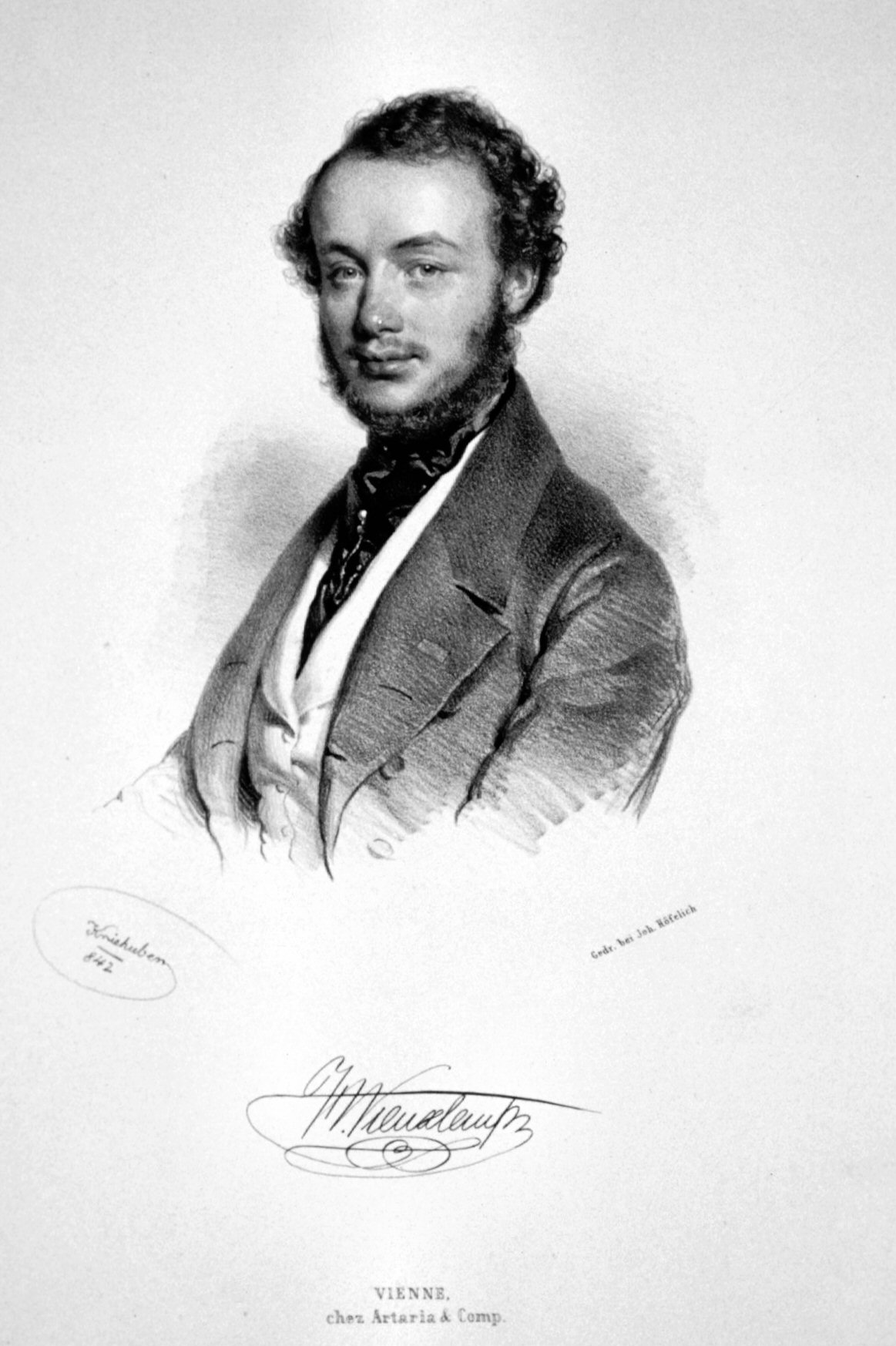
Henri Vieuxtemps

El Concert per a violí núm. 4 en re menor, op. 31, d'Henri Vieuxtemps és un dels concerts més importants del repertori de violí. Va ser un treball que Vieuxtemps va compondre l'any 1850 (amb 30 anys) quan es trobava a Rússia treballant com a músic de la Cort per al tsar Nicolau I i actuava com a violí solista al Teatre Imperial de Sant Petersburg.
Durant els anys que es va trobar treballant a Rússia (1846-1852) va compondre un total de quatre concerts per a Violí. El més destacat va ser el número 4 que va ser qualificat per Berlioz com "una simfonia per a violí" i el comparà amb el seu propi Harold en Italie per viola i orquestra. L'escriptura de Vieuxtemps per l'orquestra és molt àmplia, imaginativa i plena de recursos, aconseguint en el violí solista un tractament molt dramàtic i virtuosístic a la vegada que líric.

## Estructura
El Concert està format per un conjunt de quatre moviments:
- Andante
- Adagio religioso
- Scherzo: Vivace
- Finale marziale: Andante - Allegro[3]

L'escriptura orquestral d'aquesta obra és una de les millors realitzades per Vieuxtemps i també va ser el concert favorit d'ell mateix. Fa un ús molt sensible dels instruments i li dona especialment importància als instruments de vent fusta. A més d'una introducció molt substancial i amb diversos passatges de tutti, es veu clarament el tractament del violí com l'instrument solista i centre d'atenció de l'obra.

### Característiques
El primer moviment, Andante, comença amb una llarga introducció que s'inicia amb un coral lent i tranquil, que gradualment acabarà incrementant la velocitat, el volum i la intensitat a partir del vent metall i de les timbales que li proporcionaran un pes extra. Mentre tot això succeeix, el tractament de les cordes es troba en segon pla portant la base harmònica, com si fos l'aigua que flueix en la distància a la foscor. El solista finalment entra amb una línia declamatòria amb dobles cordes i elements més virtuosístics que s'acaba fonent amb un material més líric, tot i que continua sent ardent i amb molta intensitat sentimental. Aquest material té un cert tractament com si fos un recitatiu, sembla una segona introducció, però de fet és un material temàtic principal de l'obra. Seguidament hi ha una cadenza tempestuosa amb elements molt romàntics, lírics i virtuosístics que finalment es rendeix a un passatge orquestral que finalitzarà amb una nota mantinguda que farà de pont-enllaç per l'Adagio.
El segon moviment, Adagio religioso, comença amb un coral de vent. El violí solista entra aviat i de forma serena per sobre de l'orquestra amb una línia llarga d'oració que anirà sent cada vegada més ardent i arribarà gradualment a un estat d'èxtasi conjuntament amb l'orquestra. A mesura que la música es comença a calmar, els arpegis de l'arpa porten el violí a fer una altra línia diferent i a la vegada l'acompanya. Vieuxtemps vol evocar el sentimentalisme religiós, que era un element important de tota la música franco-belga de mitjans del segle xix, i es pot veure com aquest moviment lent és un exemple important d'aquest estil.
El tercer moviment, Scherzo: Vivace, porta una picardia que li serà molt benvinguda al Concert. Té molts aspectes en comú amb el tractament del violí que feia Saint-Saëns. Hi ha una secció a mitjan moviment, trio, on s'alenteix el ritme i s'estén amb gran suport orquestral. Apareixeran també elements musicals populars, ja que és una època en què s'introdueixen materials de música nacional i folklòrica. Abans del Finale marziale, les cordes i els vents reprenen el material del començament del concert.
El quart i darrer moviment, Finale marziale: Andante - Allegro, comença amb una introducció de l'orquestra molt tranquil·la i amb una certa nostàlgia, que vindrà seguida d'una marxa festiva, fet que un cop més farà que tingui una certa semblança a l'estil de Saint-Saëns. Després d'un recorregut complet al voltant de la plaça d'armes, el solista finalment s'afegeix, primer amb un recitatiu i després amb el motiu principal de la marxa que havia introduït l'orquestra. Seguidament, interpreta un passatge ràpid i amb moltes dobles cordes. Després, el violí té una melodia ardent gens militar, molt lírica, que acabarà desembocant un altre cop en la marxa que apareix amb anterioritat. A meitat d'aquest moviment, la música passa al mode major i el concert acabarà en una victòria embriagadora.

## Discografia[2]
- Vieuxtemps: Violin Concertos Nos. 4 & 5/ Daniel Barenboim (cond.), Itzhak Perlman, Orchestre de Paris/ Warner Recordings.
- The Romantic Violin Concerto 8 - Vieuxtemps/ Martyn Brabbins (cond.), Viviane Hagner, Royal Flemish Philharmonic/ Hyperion.
- Hilary Hahn: Violin Concertos Mozart 5 & Vieuxtemps 4/ Paavo Järvi (cond.), Hilary Hahn, Deutsche Kammerphilharmonie/ Deustche Grammophon.
- Szeryng plays Schumann, Vieuxtemps, Nardini & Ravel/ Hans Rosbaud (cond.), Henryk Szeryng, SWR Sinfonieorchester Baden-Baden und Freiburg/ Hänssler Historic
- Yehudi Menuhin, Vol. 3 (1932, 1951)/ Walter Susskind (cond.), Yehudi Menuhin, Philharmonia Orchestra/ Documents.
- Vieuxtemps - Violin Concertos Nos. 4 & 5/ Massimo Quarta (conductor and violin), Orchestra Haydn di Bolzano e Trento/ Dynamic.
- Jascha Heifetz plays Bach, Vieuxtemps & Gruenberg Concertos/ John Barbirolli (cond.), Jascha Heifetz, London Philharmonic Orchestra/ Dutton Historic.